# Moon Mineralogy Mapper

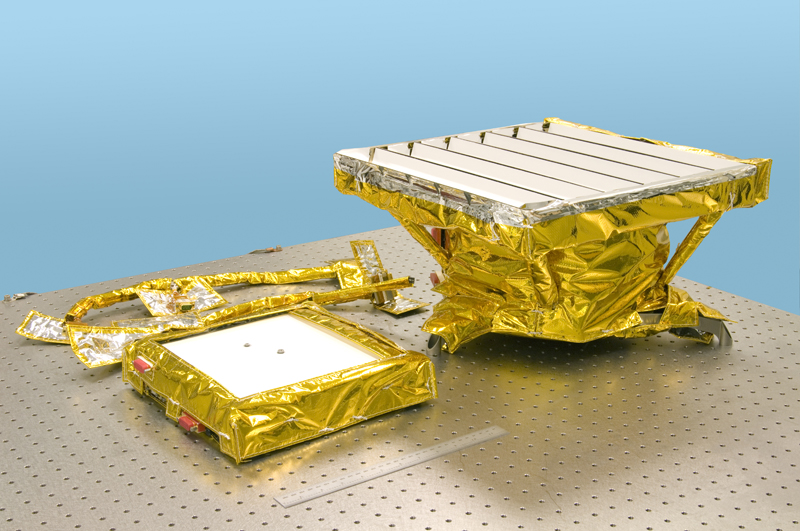
Moon Mineralogy Mapper зліва на світлині

Moon Mineralogy Mapper (M3) — це один з двох інструментів які були передані управлінням НАСА — Індії для першої місії до Місяця — «Чандраян-1», запуск відбувся 22 жовтня 2008 року. Інструмент розроблявся під керівництвом головного керівника — Карла Пітерса, Браунський університет, за посередництва Лабораторії реактивного руху НАСА.

## Опис

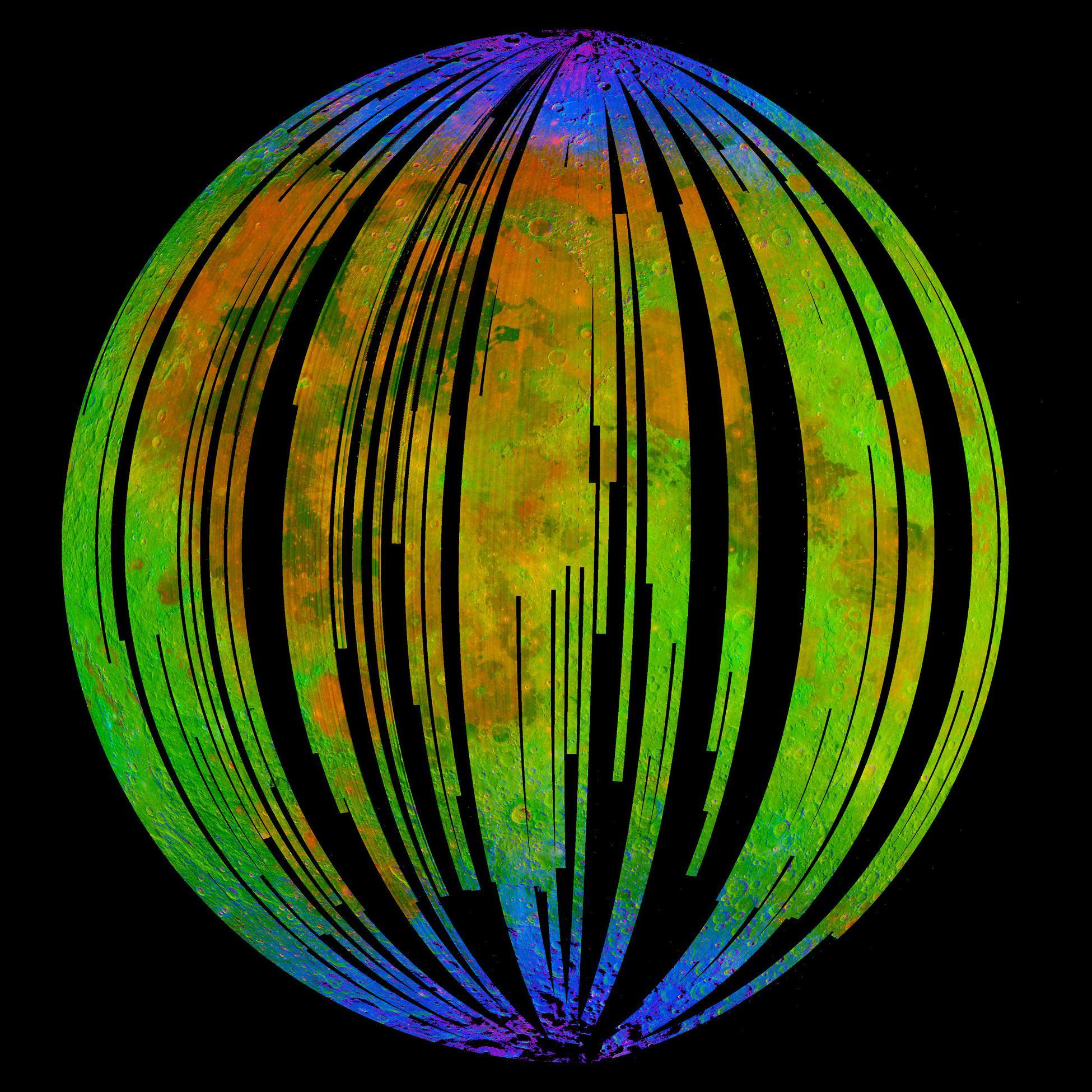
Світлина Місяця зроблена інструментом Moon Mineralogy Mapper. Синім показані ділянки води, зеленим — яскраву поверхню з відбитим інфрачервоним випроміненням від Сонця і червоним показано залізовмісні мінерали — Піроксени.

M3 це візуалізуючий спектрометр, який дозволив зробити першу просторову і спектральну карту Місячної поверхні з великою роздільною здатністю, інструмент виявив мінерали, з яких вона складається. Ця інформація дала уявлення про ранні стадії розвитку Сонячної системи і надала змогу знаходити цінні ресурси.
Цей інструмент належить до програми «Discovery» під назвою «Mission of Opportunity» (НАСА проєктує інструмент для космічного апарата іншого космічного агентства).
Chandrayaan-1 відпрацював 312 днів замість передбачених двох років, проте під час виконання місії було досягнуто 95 % запланованих цілей, включаючи складання карти місячної поверхні (95 %) за допомогою M3. Після кількох технічних збоїв, в числі яких збій сенсорів орієнтації за зорями і погіршення теплового захисту, Chandrayaan-1 припинив передавати радіосигнали 1:30 AM 29 серпня 2009 року, незабаром місія офіційно була припинена.

### Відкриття води на Місяці

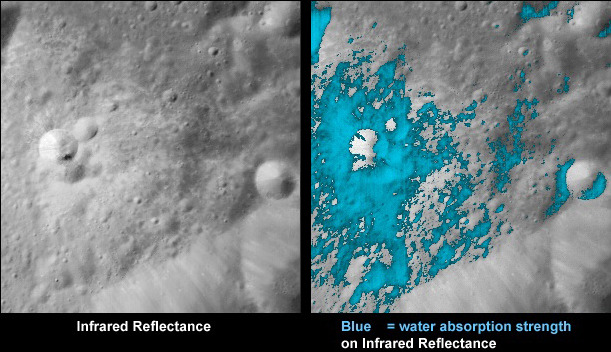
Світлина показує воду у дуже молодому місячному кратері на боці Місяця, якого ми ніколи не бачимо з Землі

4 вересня 2009 року Science Magazine доповідає, що інструмент Moon Mineralogy Mapper (M3), який встановлений на Chandrayaan-1, знайшов воду на Місяці Проте 25 вересня 2009 року, ISRO зробила заяву, що MIP, інший інструмент на борту Chandrayaan-1 також відкрив воду на Місяці до того як це зробив M3. Ця заява не була зроблена, доки НАСА не підтвердило її. M3 виявив здатність поглинання поверхні Місяця близько 2,8—3,0 мкм. Для силікатних тіл, це типово, наприклад для гідроксид-іона і H2O. На Місяці поширена особливість — широко розподілене поглинання, яке здається сильнішим в більш прохолодних широтах і в кількох нових польовошпатових кратерах. Загальна відсутність кореляції цієї ознаки в освітлених Сонцем ділянках M3 за даними нейтронного спектрометра дозволяє припустити, що формування і збереження гідроксид-іона і H2O являє собою безперервний приповерхневий процес. Гідроксид-іон/H2O можуть живити полярні холодні пастки і зробити місячний реголіт кандидатом на джерело летких речовин для людської колонізації.
Moon Mineralogy Mapper (M3), візуалізуючий спектрометр — один з 11 інструментів на борту Chandrayaan-I, який закінчив місію передчасно — 29 серпня. M3 мав за мету скласти першу мінеральну карту всієї місячної поверхні. Вчені з дослідження Місяця десятиліттями сперечались з можливістю водяних сховищ. Нині вони говорять про те, що конфлікт вичерпаний — «Місяць по факту має воду у всіх видах, і не тільки у мінералах, але і розкиданий по всій поверхні супутника, можливо, навіть і у блоках на глибині.» Результати інструмента Lunar Reconnaissance Orbiter також у тому, що він відкрив широкий спектр сигналів води на поверхні Місяця.

## Відкриття каменю багатого намагній-шпінель
M3 знайшов камінь, у якому переважають магній і шпінель і не фіксуються присутність піроксенів або олівінів, їх присутність (<5 %), він розташований на заході від зовнішнього кільця Moscoviense Basin (як одна з декількох дискретних областей). Поява цього поєднання важко поєднується з сучасними моделями еволюції поверхні Місяця.